# توپ ضدهوایی

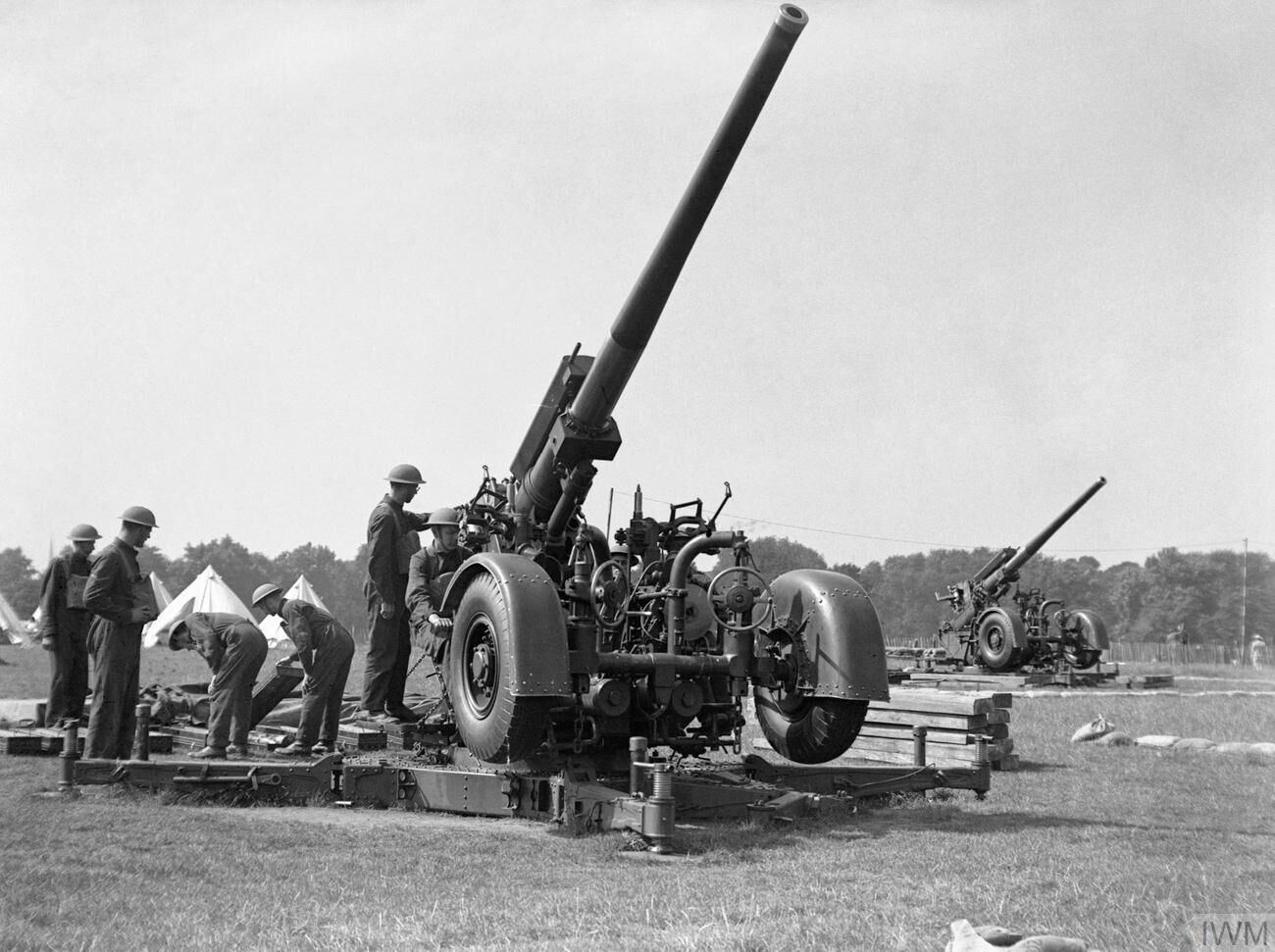
ضدهوایی سنگین ۹۴ م‌م در جنگ جهانی دوم از آسمان لندن مراقبت می‌کند

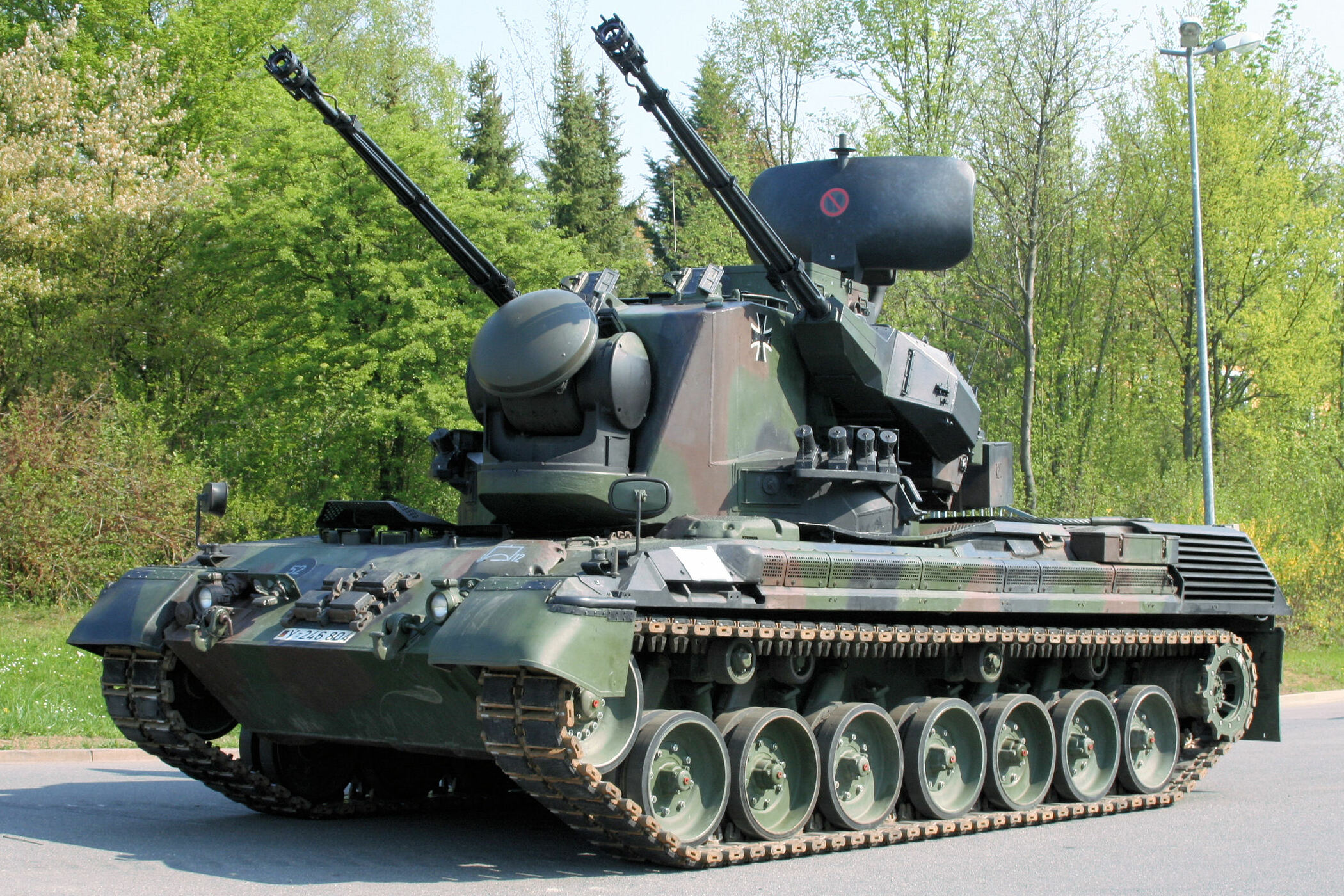
سیستم آلمانی ژپارد با ضدهوایی اورلیکن ۳۵ م‌م و راداری به برد ۱۵ کیلومتر بر روی شاسی تانک لئوپارد ۱

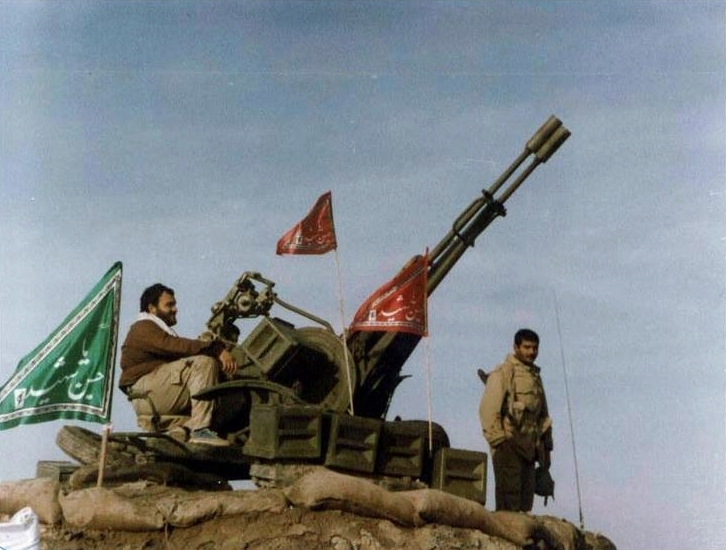
ضدهوایی ۲۳ میلی‌متری زو-۲۳-۲ در جنگ ایران و عراق

توپ ضدهوایی یکی از انواع ادوات توپخانه‌ای است که برای دفاع در مقابل هواگردها و اهداف پرنده طراحی و ساخته شده‌است. تفاوت اصلی توپ‌های ضدهوایی با دیگر انواع توپ در این است که توپ‌های ضدهوایی به شیوه‌ای نصب شده‌اند که بتوانند به سوی آسمان شلیک کنند و ابزاری برای هدف‌گیری و شلیک سریع به سوی اهداف پرسرعت دارند. این توپ‌ها معمولاً نواخت تیر بالایی دارند و گاهی با دو یا چند لوله ساخته می‌شوند تا بتوانند در کوتاهترین زمان بیشترین حجم آتش را به سوی دشمن شلیک کنند. مهمات توپ‌های ضدهوایی هم معمولاً با فیوزهایی که گلوله را در ارتفاع خاصی منفجر می‌کند یا فیوزهای مجاورتی که گلوله را در نزدیکی هدف منفجر می‌کند، ساخته می‌شوند.

## تاریخچه
تکامل سلاح‌های ضدهوایی از حدود سال ۱۹۱۰ آغاز شد یعنی درست زمانی که هواپیماها به سلاحی مؤثر بدل شدند. در جنگ جهانی اول از توپ‌های صحرایی با کالیبر حداکثر ۹۰ میلی‌متری به عنوان سلاح ضدهوایی استفاده می‌شد. برای این منظور شیوه نصب این توپ‌ها به گونه‌ای تغییر می‌کرد که قابلیت شلیک در حالت عمودی را داشته باشند، هرچند هنوز روش‌های هدف‌گیری مناسبی برای این توپ‌ها ابداع نشده بود.
در فاصله بین دو جنگ جهانی پیشرفت قابل توجهی در زمینه ساخت مسافت‌یاب‌ها، جستجوگرهای نوری، فیوزهای زمانی و مکانیسم‌های گلوله‌رسانی صورت گرفت و این به ادوات توپخانه‌ای کمک کرد تا به شکل موثرتری با اهداف متحرک سریع درگیر شوند.

### جنگ جهانی دوم
در جنگ جهانی دوم توپ‌های ضدهوایی اتوماتیک وارد صحنه جنگ شدند. رادارهایی برای رهگیری اهداف پرنده ساخته شدند و فیوزهای مجاورتی با استفاده از امواج رادیویی بسیار کوتاه مهمات توپ‌ها را در نزدیکی هدف منفجر می‌کردند.
در این جنگ نیروهای آمریکایی و بریتانیایی به‌طور گسترده‌ای از نوعی توپ ۴۰ م‌م بهره می‌گرفتند که شرکت سوئدی بوفورس آن را طراحی و برای نخستین بار تولید کرده بود. این توپ که انواع جدید آن هنوز در بسیاری از کشورهای دنیا مورد استفاده است، قادر بود گلوله‌هایی به وزن ۹۰۰ گرم را به ارتفاعی در حدود ۳۲۰۰ متر با نواخت تیر ۱۲۰ در دقیقه شلیک کند. روس‌ها هم ضدهوایی ۳۷ میلی‌متری خود را بر اساس همین توپ طراحی کردند.
در حالی که ضدهوایی‌های کالیبر پایین برای دفاع در مقابل بمب‌افکن‌های شیرجه‌زن و هواپیماهای تهاجمی ارتفاع پایین مورد استفاده قرار می‌گرفتند از توپ‌های ضدهوایی سنگین‌تر (حداکثر تا کالیبر ۱۲۰ م‌م) برای دفاع در مقابل بمب‌افکن‌های بلندپرواز در ارتفاع بالا استفاده می‌شد. موثرترین این ضدهوایی‌ها توپ ۸۸ م‌م آلمانی‌ها معروف به فلاک ۸۸ بود که شهرت عالمگیر آن باعث شد تا نام «فلاک» به اصطلاحی برای آتش ضدهوایی تبدیل شود. آمریکایی‌ها نیز توپ مشابهی با کالیبر ۹۰ میلی‌متری ساختند که گلوله‌ای به وزن ۱۰ کیلوگرم را تا ارتفاعی در حدود ۱۰ کیلومتر شلیک می‌کرد هر دو این توپ‌ها در نقش توپ ضد تانک نیز مؤثر واقع شدند و بعدها نسخه اصلاح‌شده آن‌ها به عنوان توپ مخصوص تانک بر روی تانک‌های جدیدتر آمریکایی و آلمانی سوار شد.
تیربار ۱۲٫۷ م‌م ام۲ برونینگ که تقریباً در هر جایی می‌توان آن را نصب کرد نیز از کوچکترین و ساده‌ترین سلاح‌های ضدهوایی این جنگ بود که همراه با همتای روسیش یعنی دوشکا برای دفاع در مقابل هواگردهای کم‌ارتفاع بسیار مؤثر بودند.

### جنگ سرد
در سال ۱۹۵۳ نیروی زمینی ارتش آمریکا توپ ضدهوایی ۷۵ میلی‌متری «اسکایزویپر» را با قابلیت شلیک ۴۵ گلوله در دقیقه تولید کرد که هدف‌گیری و کنترل آتش آن را یک سامانه کامپیوتری -راداری بر عهده داشت. اما ورود موشک‌های هدایت‌شونده سطح‌به‌هوا در دهه‌های ۱۹۵۰ تا ۱۹۶۰ مهر پایانی بر فعالیت توپ‌های ضدهوایی سنگین در ارتش‌های پیشرفته بود. آخرین استفاده قابل توجه از توپ‌های سنگین در نقش ضدهوایی به جنگ ویتنام مربوط می‌شد. نیروهای ویتنام شمالی در این جنگ از توپ‌های بزرگ حداکثر ۱۰۰ میلی‌متری برای دفاع در مقابل هواپیماهای آمریکایی استفاده می‌کردند.
امروزه بیشتر توپ‌های ضدهوایی توپ‌های اتوماتیکی با کالیبر ۲۰ تا ۴۰ میلی‌متری هستند که به صورت چندلول ساخته شده و معمولاً بر روی خودروهای زرهپوش نصب شده و وظیفه دفاع از نیروهای خودی در مقابل هلیکوپترها و هواگردهای کم‌ارتفاع را بر عهده دارند. شوروی‌ها ضدهوایی ۲۳ میلی‌متری زو-۲۳-۲ را در دهه ۱۹۶۰ طراحی کرده‌اند که از آشناترین انواع ضدهوایی در نقاط مختلف دنیاست. آمریکایی‌ها هم توپ گاتلینگ ۲۰ میلی‌متری ام۶۱ والکان را هم به عنوان سلاح ضدهوایی و هم در نقش سلاح هلیکوپترها و هواپیماهای خود به کار گرفته‌اند.